# Список померлих 2008 року
Це список значимих людей, що померли 2008 року, упорядкований за датою смерті. Під кожною датою перелік в алфавітному порядку за прізвищем або псевдонімом.
Смерті значимих тварин та інших біологічних форм життя також зазначаються тут.
Типовий запис містить інформацію в такій послідовності:
- Ім'я, вік, країна громадянства і рід занять (причина значимості), встановлена причина смерті і посилання.

Інструменти пошуку в новинах: google [Архівовано 31 грудня 2021 у Wayback Machine.], meta [Архівовано 11 вересня 2015 у Wayback Machine.], yandex.

## Грудень

### 5 грудня
- Алексій ІІ (Олексій Михайлович Рідіґер), 79, єпископ Російської Православної Церкви; з 10 червня 1990 року Святіший Патріарх Московський і всієї Русі, предстоятель Російської Православної Церкви (РПЦ).

## Листопад

### 1 листопада
- Жак Пікар, 86, швейцарський океанолог, один з трьох людей, хто побував на дні Маріанської западини.
- Іма Сумак, 86, перуанська та американська естрадна й оперна співачка та акторка, що здобула світове визнання завдяки своєму унікальному голосу — з діапазоном у 5 октав.

## Жовтень

### 25 жовтня
- Муслім Магомаєв, 66, радянський, азербайджанський і російський оперний і естрадний співак (баритон), Народний артист СРСР.

### 23 жовтня
- Ілга Вітола, 67, латиська актриса («Театр», 1978).

### 17 жовтня
- Урмас Отт, 53, естонський і радянський журналіст телебачення і радіо; рак крові.

### 13 жовтня
- Гійом Депардьє, 37, французький актор, син відомого актора Жерара Депардʼє; пневмонія.

### 11 жовтня
- Вія Артмане, 79, радянська латиська акторка театру і кіно, Народна артистка Латвійської РСР, Народна артистка СРСР (1969).

### 10 жовтня
- Вівчаренко Михайло Ісакович, 80, новатор сільськогосподарського виробництва, Герой Соціалістичної Праці (1973).

### 1 жовтня
- Єфімов Борис Юхимович, 108, радянський художник-графік, політичний карикатурист.

## Вересень

### 26 вересня
- Пол Ньюман, 83, американський актор і режисер.

### 24 вересня
- Уно Лагт, 84, естонський поет, прозаїк, публіцист.

## Серпень

### 25 серпня
- Сирота Михайло Дмитрович, 52, український політик, голова Трудової партії України, народний депутат України 2-го, 3-го та 6-го скликань, один з авторів Конституції України.

### 19 серпня
- Альгімантас Масюліс, 77, один з найпопулярніших литовських акторів XX століття, народний артист Литви (1974).

### 17 серпня
- Пак Володимир Миколайович, 61, радянський та український журналіст, головний редактор газети «Вечірній Донецьк» (1999—2008); шаховий історик, автор багатьох статей і книг з історії шахів.

## Липень

### 25 липня
- Пуговкін Михайло Іванович, 85, радянський та російський актор театру і кіно, народний артист СРСР.

### 7 липня
- Моргун Федір Трохимович, 84, радянський і український учений-аграрій, економіст, письменник і публіцист, багаторічний керівник Полтавщини, перший голова Державного комітету СРСР з охорони природи, Герой Соціалістичної Праці.

### 6 липня
- Мордюкова Нонна Вікторівна, 82, радянська і російська кіноактриса. Народна артистка СРСР.

## Червень

### 24 червня
- Леонід Гурвич, 90, американський економіст, Нобелівський лауреат 2007 року.

### 22 червня
- Бехтерєва Наталія Петрівна, 83, російський нейрофізіолог, доктор наук медицини з 1959 р., кандидат біологічних наук з 1951 р., професор; онука В. М. Бехтерєва.
- Клаус‑Міхаель Грюбер, 67, німецький оперний режисер.

### 17 червня
- Жан Деланнуа, 100, французький кінорежисер, сценарист і актор, володар золотої пальмової гілки Каннів.

### 10 червня
- Чингіз Айтматов, 79, радянський і киргизький письменник і громадський діяч.
- Інтс Буранс, 67, латвійський актор («Міраж») і режисер, Заслужений артист Латвійської РСР.

### 7 червня
- Діно Різі, 91, італійський кінорежисер.

### 1 червня
- Йосеф Лапід, 76, ізраїльський громадський і політичний діяч, журналіст і телеведучий.
- Ів Сен-Лоран, 71, французький модельєр.

## Травень

### 20 травня
- Борцов Віктор Андрійович, 73, російський актор театру та кіно («Покровські ворота»).

### 19 травня
- Казакова Римма Федорівна, 76, російська поетеса.

### 14 травня
- Ритхеу Юрій Сергійович, 78, російський чукотський письменник.

## Квітень

### 17 квітня
- Крахмальнікова Зоя Олександрівна, 79, радянська та російська публіцистка українського походження, правозахисниця, учасниця дисидентського руху.
- Носов Віктор Васильович, 67, радянський та український футболіст і тренер. Майстер спорту СРСР, заслужений тренер України.
- Еме Сезер, 94, французький (мартиніканський) письменник, поет і громадський діяч; антіколоніаліст, прихильник незалежності Мартиніки, один з творців концепції негритюду.
- Таніч Михайло Ісайович, 84, російський поет-пісняр.

### 16 квітня
- Едвард Лоренц, 90, американський математик і метеоролог, один із творців теорії хаосу.

### 13 квітня
- Джон Арчибальд Вілер, 96, американський фізик, автор терміна «чорна діра».

### 8 квітня
- Румянцева Надія Василівна, 77, радянська і російська актриса («Дівчата», «Королева бензоколонки»).

## Березень

### 19 березня
- Артур Кларк, 90, шрі-ланкійський письменник-фантаст, футуролог, вчений та винахідник англійського походження.

### 18 березня
- Ентоні Мінгелла, 54, британський кінорежисер, сценарист, продюсер та актор.

### 10 березня
- Фукс Георгій Борисович, 80, інженер-будівельник, фахівець у галузі проектування мостів, Заслужений будівельник України.

### 2 березня
- Чіаурелі Софіко Михайлівна, 70, радянська і грузинська актриса, народна артистка Грузинської РСР, народна артистка Вірменської РСР.

## Лютий

### 29 лютого
- Федорчук Віталій Васильович, 89, український радянський політичний та військовий діяч, голова Комітету державної безпеки УРСР (16 липня 1970 — 26 травня 1982), у 1982 призначений головою КДБ СРСР, від грудня 1982 до січня 1986 — міністр внутрішніх справ СРСР.

### 28 лютого
- Антонович Омелян Миколович, 94, український правник, громадський діяч, доктор права (1943).
- Варнавський Олексій Дмитрович, 50, радянський, український футболіст та тренер, дворазовий володар Кубку СРСР, майстер спорту СРСР (1978).

### 27 лютого
- Обідняк Микола Іванович, 82, радянський військовик часів Другої світової війни, розвідник 11-ї гвардійської окремої моторозвідувальної роти 14-ї гвардійської стрілецької дивізії 57-ї армії, гвардії рядовий; Герой Радянського Союзу (1943).
- Іван Ребров, 76, німецький співак з діапазоном голосу в 4,5 октав (від сопрано до баса); Виконував російські пісні і романси, народні пісні багатьох інших країн, опери, літургії.

### 25 лютого
- Трошин Володимир Костянтинович, 81, радянський і російський співак, актор театру і кіно; Відомий як один з перших виконавців популярної пісні «Підмосковні вечори».

### 23 лютого
- Янез Дрновшек, 57, югославський і словенський політик, голова Президії СФРЮ (1989–1990), другий президент Словенії (2002–2007), прем'єр-міністр Словенії (1992 — 2000, 2000 — 2002); архітектор словенської незалежності.
- Поль Фрер, 91, бельгійський автогонщик та журналіст. Учасник чемпіонатів Формула-1 та Формула-2.

### 22 лютого
- Клименко Станіслав Степанович, 53, український кінорежисер, Заслужений діяч мистецтв України (2003).

### 19 лютого
- Безсмертнова Наталія Ігорівна, 66, балерина Великого театру, виступала в 1961—1995 рр.
- Єгор Лєтов, 43, російський і радянський рок-музикант, поет родом з Омська, лідер групи «Гражданская оборона», один з найяскравіших представників панк-течії на території СРСР в цілому, і в Сибіру зокрема.

### 18 лютого
- Ален Роб-Гріє, 85, французький письменник, один із засновників «нового роману» (разом з Наталі Саррот і Мішелем Бютором), член Французької академії (2004).

### 16 лютого
- Хмельницький Борис Олексійович, 67, актор театру і кіно.

### 13 лютого
- Анрі Сальвадор, 90, французький співак, джазовий музикант, гітарист, композитор.

### 12 лютого
- Бадрі (Аркадій) Шалвович Патаркацишвілі, 52, відомий грузинський підприємець, один з соратників Бориса Березовського; інфаркт міокарда.

### 8 лютого
- Краля Тихон Архипович, 88, Герой Радянського Союзу (1943), почесний громадянин Коростеня (на його честь в місті названа вулиця).

### 5 лютого
- Махаріші Махеш Йогі (Махаріші), 90, засновник трансцендентальної медитації та програми ТМ-Сідхи.

### 4 лютого
- Небієрідзе Борис Костянтинович, 65, радянський і український кінорежисер, сценарист і актор грузинського походження.

## Січень

### 27 січня
- Сухарто, 86, президент Індонезії (1966—98).

### 22 січня
- Гіт Леджер, 28, австралійський актор Голівуду; неправильне вживання ліків.

### 17 січня
- Боббі Фішер, 64, видатний американський шахіст, одинадцятий чемпіон світу з шахів (1972—1975).

### 11 січня
- Едмунд Гілларі, 88, альпініст із Нової Зеландії; у 1953 разом з непальським шерпом Тенцингом Норгеєм вперше досяг вершини найвищої гори світу — Евересту.

### 3 січня
- Абдулов Олександр Гаврилович, 54, російський актор театру і кіно (працював у театрі Ленком).